# Miro (catch)
Pour les articles homonymes, voir Miro.
Miroslav Barnyashev (né le 25 décembre 1985 à Plovdiv en Bulgarie) est un catcheur (lutteur professionnel) bulgare. Il travaille à la World Wrestling Entertainment, dans la division Raw, sous le nom de Rusev.
Il est aussi connu pour son travail à la All Elite Wrestling, sous le nom de Miro.

## Carrière

### Débuts (2008-2010)
Il commence à s'entraîner aux États-Unis à la Knokx Pro wrestling school, une école de catch basée en Californie, notamment sous la direction de Rikishi et de Gangrel.

### World Wrestling Entertainment (2010-2020)

#### Passage dans les clubs-école (2010-2014)
Il signe en septembre 2010 un contrat avec la World Wrestling Entertainment (WWE) et prend le nom d'Alexander Rusev. Il fait ses débuts à la Florida Championship Wrestling le 17 juillet 2011 en battant Mike Dalton.
Il fait ses débuts à NXT le 29 mai en participant à une bataille royale de 18 catcheurs remportée par Bo Dallas et ne devient pas challenger au championnat de la NXT. Par la suite, il enchaine une série de victoires.

#### Débuts àRaw, The League of Nations et double champion des États-Unis (2014-2017)
Le 26 janvier 2014 au Royal Rumble, il fait ses débuts dans le roster principal, en tant que Heel et sous le nom d'Alexander Rusev, entre dans son tout premier Men's Royal Rumble match en 6e position, mais se fait éliminer par CM Punk, Cody Rhodes, Kofi Kingston et Seth Rollins après 7 minutes de match.
Le 7 avril à Raw, accompagné de sa manager Lana, il fait ses débuts dans le show rouge, dispute son premier match et bat Zack Ryder. Le 4 mai à Extreme Rules, il bat R-Truth et Xavier Woods dans un 1-on-2 Handicap match. Le lendemain à Raw, il adopte une gimmick anti-américaine et raccourcit son nom pour Rusev. Le 1er juin à Payback, il bat Big E. Le 29 juin à Money in the Bank, il rebat son même adversaire.
Le 20 juillet à Battleground, il bat Jack Swagger par décompte extérieur. Le 17 août à SummerSlam, il rebat son même adversaire dans un Flag match. Le 21 septembre à Night of Champions, il bat Mark Henry par soumission.
Le 26 octobre à Hell in a Cell, il bat Big Show. 8 soirs plus tard à Raw, il devient le nouveau champion des États-Unis en battant Sheamus, remporte le titre pour la première fois de sa carrière et son premier titre personnel dans le roster principal. Le 23 novembre aux Survivor Series, l'équipe Authority, dont il fait partie, perd face à celle de John Cenadans son tout premier Men's 5-on-5 Traditional Survivor Series Elimination Tag Team match grâce aux débuts et à l'intervention de Sting en faveur du second groupe, ce qui destituent Triple H et Stephanie McMahon de leurs pouvoirs. Le 14 décembre à TLC, il conserve son titre en rebattant Jack Swagger.
Le 25 janvier 2015 au Royal Rumble, il entre dans le Men's Royal Rumble match en 15e position, élimine Diamond Dallas Page, Fandango, Adam Rose, Kofi Kingston, Damien Mizdow et Big E avant d'être lui-même éliminé en dernier par le futur gagnant, Roman Reigns après 35 minutes de match. Le 22 février à Fastlane, il conserve son titre en battant John Cena. Le 29 mars à WrestleMania 31, il ne conserve pas sa ceinture, battu par son même adversaire dans un match revanche.
Le 26 avril à Extreme Rules, il ne remporte pas la ceinture, rebattu par son rival dans un Russian Chain match. Pendant le combat, il bannit sa manager des abords du ring, ce qui créent des tensions entre les deux. Le 18 mai à Raw, il met officiellement fin à son alliance avec son épouse, après que cette dernière l'ait giflé. Le 31 mai à Elimination Chamber, il souffre d'une fracture du pied, est contraint de déclarer forfait pour le Men's Elimination Chamber match pour le titre Intercontinental, où il sera remplacé par Mark Henry, et doit s'absenter pendant un mois et demi.
Le 9 juillet à SmackDown Live, il fait son retour de blessure et bat Fandango.
Le 30 novembre à Raw, il s'allie officiellement avec Alberto Del Rio, Sheamus et Wade Barrett et ensemble, les quatre catcheurs forment un groupe appelé The League of Nations. Le 13 décembre à TLC, il bat Ryback. À la fin de la soirée, Alberto Del Rio et lui aident le catcheur irlandais à conserver son titre mondial poids-lourds en attaquant Roman Reigns pendant le TLC match. Après le combat, frustré et énervé par sa défaite, le catcheur samoan les agresse violemment, ainsi que Triple H.
Le 24 janvier 2016 au Royal Rumble, il entre dans le Men's Royal Rumble match en seconde position, mais se fait éliminer par Roman Reigns et ne remporte pas le titre mondial poids-lourds.
Le 3 avril à WrestleMania 32, la League of Nations, dont il fait partie, bat le New Day dans un 6-Man Tag Team match. Le 28 avril à SmackDown Live, le trio perd face à Kalisto, Cesaro et Sami Zayn dans la même stipulation. Pendant le combat, Alberto Del Rio et lui abandonnent Sheamus à son triste sort. Après la rencontre, The Celtic Warrior confronte ses deux compères, ce qui dissout le clan. Le 22 mai à Extreme Rules, il redevient champion des États-Unis, pour la seconde fois, en battant le luchador mexicain par soumission. Le 19 juin à Money in the Bank, il conserve son titre en battant Titus O'Neil.
Le 24 juillet à Battleground, il conserve son titre en rebattant Zack Ryder par soumission. Le 21 août à SummerSlam, son match contre Roman Reigns pour sa ceinture n'eut pas lieu, car les deux catcheurs se bagarrent avant le début du combat. Le 25 septembre à Clash of Champions, il ne conserve pas sa ceinture, battu par le catcheur samoan.
Le 30 octobre à Hell in a Cell, il ne remporte pas la ceinture, rebattu par son même adversaire dans son tout premier Hell in a Cell match. Le 18 décembre à Roadblock: End of the Line, il bat Big Cass par décompte extérieur.
Le 29 janvier 2017 au Royal Rumble, il entre dans le Men's Royal Rumble match en 18e position, mais se fait éliminer par Goldberg après 22 minutes de match. Le 5 mars à Fastlane, il perd le match revanche face à Big Show.

#### Draft àSmackDown Live, diverses rivalités, triple champion des États-Unis et alliance avec Shinsuke Nakamura (2017-2019)
Le 11 avril à SmackDown Live, il est annoncé être officiellement transféré au show bleu.
Le 23 juillet à Battleground, il perd face à John Cena dans un Flag match. Le 20 août à SummerSlam, il perd face à Randy Orton en moins de dix secondes, malgré son attaque sur son adversaire dès l'entrée de ce dernier.
Le 8 octobre à Hell in a Cell, il reperd face au même adversaire. Le 17 décembre à Clash of Champions, Aiden English et lui ne remportent pas les titres par équipes de SmackDown, battus par les Usos dans un Fatal 4-Way Tag Team match qui inclut également le New Day, Chad Gable et Shelton Benjamin.
Le 28 janvier 2018 au Royal Rumble, il entre dans le Men's Royal Rumble match en première position, mais se fait éliminer par Matt Hardy et Bray Wyatt après 30 minutes de match. Le 11 mars à Fastlane, il perd face à Shinsuke Nakamura.
Le 8 avril à WrestleMania 34, il ne remporte pas le titre des États-Unis, battu par Jinder Mahal dans un Fatal 4-Way match qui inclut également Bobby Roode et Randy Orton. Le 27 avril au Greatest Royal Rumble, il perd face à l'Undertaker dans un Casket match. Le 17 juin à Money in the Bank, il ne remporte pas la mallette, gagnée par Braun Strowman.
Le 15 juillet à Extreme Rules, il ne remporte pas le titre de la WWE, battu par AJ Styles. Le 24 juillet à SmackDown Live, Lana et lui effectuent un Face Turn, mais il perd face à Andrade "Cien" Almas. Le 19 août lors du pré-show à SummerSlam, le couple perd face à Zelina Vega et au catcheur mexicain. Le 16 septembre lors du pré-show à Hell in a Cell, Aiden English et lui ne remportent pas les titres par équipes de SmackDown, battus par le New Day (Kofi Kingston et Big E). Deux soirs plus tard à SmackDown Live, il ne remporte pas le titre des États-Unis, battu par Shinsuke Nakamura. Après le combat, Aiden English l'attaque dans le dos, ce qui met fin à leur alliance.
Le 2 novembre lors du pré-show à Crown Jewel, il ne remporte pas la ceinture, rebattu par le catcheur japonais. Le 25 décembre à SmackDown Live, il redevient champion des États-Unis, pour la troisième fois, en prenant sa revanche sur Shinsuke Nakamura.
Le 27 janvier 2019 lors du pré-show au Royal Rumble, il ne conserve pas sa ceinture, rebattu par The King of Strong Style. Deux soirs plus tard à SmackDown Live, après la victoire de R-Truth sur Shinsuke Nakamura, il souhaite affronter le nouveau champion des États-Unis de la WWE, mais perd face à celui-ci. Après le combat, il effectue un Heel Turn, s'allie au catcheur japonais et tous deux attaquent leur même adversaire. Le 10 mars lors du pré-show à Fastlane, ils perdent face au New Day.
Le 7 avril à WrestleMania 35, ils ne remportent pas les titres par équipes de SmackDown, battus par les Usos dans un Fatal 4-Way Tag Team match qui inclut également Aleister Black, Ricochet et The Bar. Le 7 juin à Super ShowDown, il ne remporte pas la 50-Man Battle Royal, gagnée par Mansoor.

#### Draft àRaw, rivalité avec Bobby Lashley et départ (2019-2020)
Le 30 septembre à Raw, il fait son retour dans le show rouge, en tant que Face, et vient en aide à Seth Rollins qui est attaqué par King Corbin et Randy Orton. Plus tard dans la soirée, il ne remporte pas le titre Universel, car son match contre The Architect est interrompu par l'arrivée de Bobby Lashley qui échange des baisers avec Lana sous ses yeux.
Le 31 octobre à Crown Jewel, l'équipe Hogan, dont il fait partie, bat celle de Flair dans un 10-Man Tag Team match. Le 15 décembre à TLC, il perd face à Bobby Lashley (accompagné de Lana) dans un Tables match.
Le 15 avril 2020, la compagnie annonce son licenciement en raison des restrictions d'effectif dues à la crise de COVID-19 dans le monde.

### All Elite Wrestling (2020-2024)

#### Débuts et alliance avec Kip Sabian (2020-2021)
Le 9 septembre 2020 à Dynamite, il fait ses débuts à la All Elite Wrestling en tant que Heel, sous le nom de Miro, lors d'un segment avec Kip Sabian qui le présente comme The Best Man. 14 soirs plus tard à Dynamite, il dispute son premier match aux côtés de son nouvel équipier et ensemble, les deux catcheurs battent Joey Janela et Sonny Kiss.
Le 7 mars 2021 à Revolution, ils battent les Best Friends (Chuck Taylor et Orange Cassidy).
Le 28 avril à Dynamite, il attaque brutalement Kip Sabian dans les coulisses et met officiellement fin à son alliance avec ce dernier.

#### Retour en solo, champion TNT de la AEW, diverses rivalités et départ (2021-2024)
Le 12 mai à Dynamite, il devient le nouveau champion TNT en battant Darby Allin par soumission et remporte le titre pour la première fois de sa carrière. Le 30 mai à Double or Nothing, il conserve son titre en battant Lance Archer par soumission.
Le 5 septembre à All Out, il conserve son titre en battant Eddie Kingston. Le 29 septembre à Dynamite, il ne conserve pas sa ceinture, battu par Sammy Guevara.
Le 13 novembre à Full Gear, il ne devient pas aspirant no 1 au titre mondial, battu par Bryan Danielson en finale du tournoi. Le 30 décembre, il souffre d'une blessure aux ischio-jambiers survenue lors du PLE et doit s'absenter pendant 6 mois.
Le 1er juin 2022 à Dynamite, il fait son retour de blessure et bat Johnny Elite par soumission. Le 26 juin à Forbidden Door, il ne devient pas le premier champion All-Atlantic, battu par PAC dans un 4-Way match qui inclut également Malakai Black et Clark Connors. Pendant le combat, il est aspergé de Black Mist par le catcheur hollandais.
Le 6 juillet à Dynamite, il effectue un Face Turn et annonce vouloir détruire la House of Black. Le 4 septembre à All Out, Darby Allin, Sting et lui battent House of Black (Brody King, Malakai Black et Buddy Matthews) dans un Trios match.
Le 17 juin 2023 à Collision, il fait son retour, après neuf mois d'absence, et bat Tony Nese par soumission.
Le 3 septembre à All Out, il bat Powerhouse Hobbs par soumission. Après le combat, CJ Perry fait sa première apparition et le sauve de l'attaque de son adversaire.
Le 30 décembre à Worlds End, il bat Andrade El Idolo par soumission.
Le 10 février 2025, il quitte officiellement la compagnie.

### Retour à la World Wrestling Entertainment (2025-...)

#### Retour àRaw(2025-...)
Le 21 avril à Raw, il fait son retour à la World Wrestling Entertainment après 5 ans d'absence, en tant que Heel et sous le nom de Rusev, et attaque Alplha Academy qui allait affronter le New Day.

## Palmarès
- All Elite Wrestling
  - 1 fois Champion TNT de l'AEW
- World Wrestling Entertainment
  - 3 fois Champion des États-Unis de la WWE
  - Slammy Awards (2 fois)
    - Match de l'année (2014) : Team Cena vs Team Authority[84]
    - Rivalité de l'année (2014) : Rusev vs les États-Unis

## Récompenses des magazines
- Pro Wrestling Illustrated
  - Most Improved Wrestler of the Year (2014)

| Année | 2011 | 2012 | 2013       | 2014 | 2015 | 2016 | 2017 | 2018 | 2019 | 2020       | 2021 | 2022 |
| ----- | ---- | ---- | ---------- | ---- | ---- | ---- | ---- | ---- | ---- | ---------- | ---- | ---- |
| Rang  | 328  | 323  | Non classé | 65   | 8    | 34   | 44   | 54   | 49   | Non classé | 38   | 242  |

- - Wrestling Observer Newsletter
    - Best Gimmick (2014) – avec Lana
    - Most Improved (2014)
    - Most Underrated (2017)

## Filmographie

### Cinéma
- 2016 : Countdown de John Stockwell : Lui-même (caméo)
- 2016 : Scooby-Doo et WWE : La Malédiction du pilote fantôme de Tim Divar et Brandon Vietti : Lui-même (voix)

## Vie privée
Il a été en couple et marié avec Catherine Joy Perry, connu sous le nom de ring de Lana. Le 27 septembre 2019, il annonce fièrement, sur les réseaux sociaux, être naturalisé américain.
Le 11 mars 2024, CJ Perry et lui se séparent et divorcent après 9 ans de mariage. Le 11 mars 2025, TMZ annonce que CJ Perry et Rusev se sont rapprochés et ont renouvelé leurs vœux de mariage.